# Appie Baantjer Compleet deel 3
Appie Baantjer Compleet deel 3 is een verzameling van 156 korte verhalen en columns van de Nederlandse schrijver Appie Baantjer, gebaseerd op zijn werk als rechercheur aan het bureau Warmoesstraat te Amsterdam.

## Inhoud
Een groot aantal figuren uit de De Cock-serie komt nog eens langs, zoals Handige Henkie en de grijze rechercheur zelf. Ook maatschappelijke thema’s zoals zelfmoord komen aan bod.
In eerste verhaal "Ik leg ergens een lijk neer" gaat de auteur in op het verschil tussen een proces-verbaal en een detectiveverhaal. Zo'n politierapport is een objectief onding. Het verhaal begint steeds met het neerleggen van een lijk op eniger plaats en de schrijver kan daarna al zijn gevoelens kwijt. Hij raadt trouwens iedereen met onlustgevoelens aan te gaan schrijven. 

## Rubrieken
Het boek is ruwweg in te delen in de rubrieken die kriskras door het boek staan:
1. Thema's
2. Korte verhalen
3. Figuren

### Thema's
Van de thema's die worden aangesneden verdienen extra aandacht:
- Zelfmoord. Een gebeurtenis die ook het pad van een rechercheur kruist.
- Het jaar 1966, waarin Amsterdam en later ook Nederland veranderde in een land waar het gezag was gesloopt. De internationale misdaad nam de daaropvolgende jaren stad en land over.
- De Wallen, dienstverlening, handel of misdaad?
- Adieu Zeedijk. De verloedering door de internationale drugshandel.
- Loont misdaad? Volgens De Cock alleen vermogensdelicten. Lage straffen, hoge opbrengsten.
- Piet Römer. Hoe de televisieserie bijdroeg aan de roem van rechercheur De Cock in de boeken.
- Schiettuig. Zowel Appie Baantjer als zijn alter ego De Cock schieten niet.
- De relatie Urk-Amsterdam (in 1660 is Urk verkocht aan de stad Amsterdam)

### Korte verhalen
Een aantal korte verhalen zoals:
- De Cock  en het lijk in bed (scènes uit een huwelijk)
- Meester in huwelijkszwendel. (De gentleman, die weduwen oplicht)
- Het mysterie van de Doodshoofden. (handel is handel)
- De Cock en de grijnzende wurger.(De Cock lost het snel op door een stropdas te verplaatsen)

### Figuren
Van de figuren die in het boek aan bod komen steekt met kop en schouder boven eenieder uit:
- Handige Henkie, de technisch begaafde inbreker die De Cock zijn deurenopenersset naliet.